# Feeley Peak
Feeley Peak är en bergstopp i Antarktis. Den ligger i Västantarktis. Inget land gör anspråk på området. Toppen på Feeley Peak är 1 730 meter över havet, eller 445 meter över den omgivande terrängen. Bredden vid basen är 5,2 km.
Terrängen runt Feeley Peak är platt åt nordväst, men åt sydost är den kuperad.  Trakten är obefolkad. Det finns inga samhällen i närheten.